# Jeffrey Ket
Jeffrey Ket (* 6. dubna 1993) je nizozemský fotbalový obránce, od února 2017 hráč klubu CS Pandurii Târgu Jiu. Hraje na postu stopera (středního obránce).

## Klubová kariéra
- HBC (mládež)
- AFC Ajax (mládež)[1]
- HFC Haarlem (mládež)
- AZ Alkmaar (mládež)
- AZ Alkmaar
- SC Telstar
- FC Dordrecht
- FC Oss [1]
- FK AS Trenčín 2016–2017[2][3]
- CS Pandurii Târgu Jiu 2017–[4]